# Engelina Hameetman-Schlette
Engelina Helena Hameetman-Schlette (* 20. August 1875 in Den Haag; † 27. September 1954 ebenda) war eine niederländische Malerin.

## Leben und Werk
Engelina Schlette wurde am 20. August 1875 in Den Haag geboren. Sie war die Tochter von Ernst Heinrich Martinus Schlette und Sabina Henriëtta van Gulden. Im Jahr 1909 heiratete sie den Volkswirtschaftler Reinder Pieter Gerardus Hameetman. Das Paar hatte zwei Kinder.
Schlette studierte an der Koninklijke Academie van Beeldende Kunsten in Den Haag und war Schülerin von Frits Jansen, Heinrich Knirr und Franz von Lenbach. Sie erhielt 1903 ein königliches Stipendium, welches ihr ermöglichte, in München Unterricht bei Knirr und von Lenbach zu nehmen. Später reiste sie nach England und Paris. Dort wurde sie 1906 mit dem Prix d'excellence ausgezeichnet. Schlette malte zumeist Aquarell und Öl, hauptsächlich Figuren, Porträts, Blumen und Stillleben. Sie war Mitglied der Künstlervereinigung Pulchri Studio in Den Haag und der Kunstenaarsvereniging Sint Lucas in Amsterdam.
Engelina Hameetman-Schlette nahm an den Kunstwettbewerben der Olympischen Sommerspiele 1928 in Amsterdam teil.
Werke von ihr befinden sich im Stedelijk Museum Schiedam.
Engelina Hameetman-Schlette starb am 27. September 1954 in Den Haag.

## Ausstellungen
- 1906: Jubiläumsausstellung des Vereins „Sint Lucas“ anlässlich seines 25-jährigen Bestehens
- 1907: Städtische Ausstellung mit Kunstwerken lebender Meister, 1907
- 1908: 18. Jahresausstellung der Kunstwerke der Vereinsmitglieder
- 1928: Olympischer Kunstwettbewerb und Ausstellung
- 1929: Verein „Nederlandsche Kunstkring“